# Ferrari Challenge

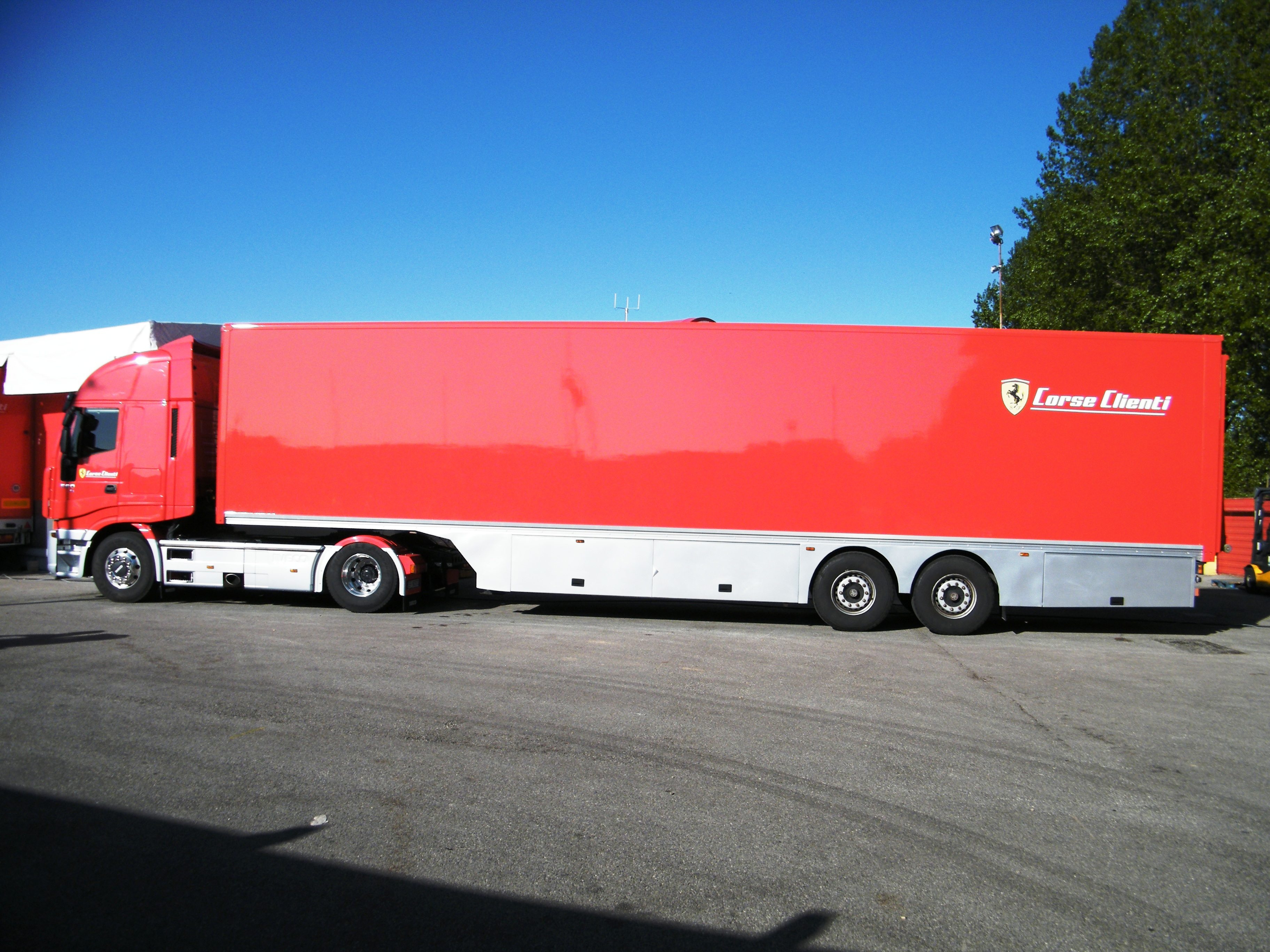
Caminhão da Ferrari Challenge

Ferrari Challenge é uma competição automobilística realizada pela Ferrari onde clientes competem entre si utilizando carros Ferrari Challenge 360 ou Ferrari Challenge 430, que são versões desenvolvidas apenas para o uso em autódromos.